# Göksu Türkdoğan
Göksu Türkdoğan (* 15. April 1985 in Üsküdar) ist ein türkischer Fußballspieler.

## Karriere

### Vereinskarriere
Göksu Türkdoğan begann mit dem Vereinsfußball in der Jugendabteilung von Anadolu İdman Yurdu und spielte dann ein Jahr in der Jugend von Yeniköyspor.
2006 wechselte er als Profispieler zum Drittligisten Pendikspor. Hier bekam er auf Anhieb einen Platz in der Startelf und spielte drei Jahre lang durchgängig. 2009/10 wechselte er zum Ligakonkurrenten Sarıyer SK.
Nach einer Spielzeit bei Sarıyer wechselte er erneut innerhalb der Liga. Diesmal zum zentralanatolischen Klub Elazığspor. Hier feierte er gleich in seiner ersten Saison mit diesem Verein die Meisterschaft der TFF 2. Lig und damit den direkten Aufstieg in die TFF 1. Lig. Auch die Saison 2011/12 etablierte er sich sofort als Leistungsträger seines Teams. Am vorletzten Spieltag schaffte man den sicheren Aufstieg in die Süper Lig. Zur Winterpause der Saison 2012/13 verließ er Elazığspor.
Wenige Tage nach seiner Vertragsauflösung mit Elazığspor heuerte er beim Zweitligisten Kayseri Erciyesspor an. Zum Saisonende erreichte er mit Erciyesspor die Meisterschaft der TFF 1. Lig und damit den direkten Aufstieg in die Süper Lig. Nach diesem Erfolg verließ er im Sommer 2013 Erciyesspor und heuerte bei Ankaraspor an.
Zur Saison 2014/15 wechselte er zum Zweitligisten Altınordu Izmir. Nach zweieinhalb Jahren zog er im Januar 2017 zum Ligarivalen Samsunspor weiter.

## Erfolge
Elazığspor
- Meister der TFF 2. Lig und Aufstieg in die TFF 1. Lig: 2010/11
- Vizemeister der TFF 1. Lig und Aufstieg in die Süper Lig 2011/12

Kayseri Erciyesspor
- Meister der TFF 1. Lig und Aufstieg in die Süper Lig: 2012/13